# Aleksandar I của Nam Tư
Aleksandar I (Aleksandar I Karađorđević, Kirin Serbia: Александар I Карађорђевић, phát âm [aleksǎːndar př̩ʋiː karad͡ʑǒːrd͡ʑeʋit͡ɕ]), hay Aleksandar  Unifier (Aleksandar Ujedinitelj, Kirin Serbia: Александар Ујединитељ [aleksǎːndar ujedǐniteʎ], 16 tháng 12 năm 1888 – 9 tháng 10 năm 1934) là hoàng tử nhiếp chính của Vương quốc Serbia từ năm 1914 và sau đó làm Vua của Nam Tư từ năm 1921 đến năm 1934 (trước năm 1929 Vương quốc còn được biết với tên Vương quốc của người Serbia, Croatia and Slovenia).
Ông là vị quốc vương cuối cùng của Châu Âu bị ám sát.